# Зиле, Эдгар Янович
Э́дгар Я́нович Зи́ле (латыш. Edgars Zīle; 23 марта 1908, Рига — 22 сентября 1986, Рига) — латвийский и советский актёр театра и кино, лауреат Сталинской премии (1950), народный артист Латвийской ССР (1959).

## Биография
Родился 10 (23) марта 1908 года в семье техника вагоностроительного завода «Fēnikss» Яниса Зиле и швеи Натальи Зиле, которая вместе со своим маленьким сыном часто посещала театр в родной для него Риге. После мобилизации главы семейства в Русскую императорскую армию и отправки его на поля сражений Первой мировой войны, его жена вместе с Эдгаром и его младшим братом Николаем в 1915 году бежали в Москву, где Наталья Зиле устроилась на работу швеёй, а дети продолжили изучать театральное искусство.
Осенью 1921 года Зиле вернулись в Ригу, где юный Эдгар поступил в гимназию, после окончания которой около двух лет проучился на экономическом факультете Латвийского университета. Ещё во время обучения в гимназии Зиле был принят в состав драматической студии Бируты Скуениеце, где исполнил свою первую роль — Адама в пьесе Карла Якобсона по мотивам поэмы Джона Мильтона «Потерянный рай».
В 1926 окончил драматическую студию в Риге и вступил в труппу Рабочего театра в Риге. Играл Ричарда («Ученик дьявола» Дж. Б. Шоу).
В 1934—1947 годах — актёр театра «Дайлес», с 1947 года — в ГАТД Латвийской ССР имени А. М. Упита.

### Роли в театре
- «1905» А. М. Упита — Мартыньш Робежниек
- «Земля зелёная» А. М. Упита — Швехеймер
- «Дон Карлос» Ф. Шиллера — маркиз Поза
- «Много шума из ничего» У. Шекспира — Бенедикт
- «Сын рыбака» В. Т. Лациса — пастор Теодор
- «Великая сила» Б. С. Ромашова — Лавров
- «Филумена Мартурано» Э. Де Филиппо — Доменико

### Фильмография
- 1947 — Возвращение с победой — Пауль Нагла
- 1949 — Райнис — Райнис
- 1970 — Слуги дьявола — Салдерн
- 1971 — Наследники военной дороги — эпизод
- 1972 — Слуги дьявола на чёртовой мельнице — Салдерн
- 1975 — В клешнях чёрного рака — эпизод
- 1978 — Право первой подписи — эпизод

## Награды и звания
- Сталинская премия третьей степени (1950) за исполнение роли пастора Теодора в спектакле «Сын рыбака» В. Т. Лациса на сцене ЛатвАДТ имени А. М. Упита (1949)[1].
- Орден «Знак Почёта» (03.01.1956).
- Народный артист Латвийской ССР (1959)[1].